# Pacinan
Pacinan is een bestuurslaag in het regentschap Madiun van de provincie Oost-Java, Indonesië. Pacinan telt 1679 inwoners (volkstelling 2010).